# Malvastrum fryxellii
Malvastrum fryxellii är en malvaväxtart som först beskrevs av S.R.Hill, och fick sitt nu gällande namn av Antonio Krapovickas. Malvastrum fryxellii ingår i släktet Malvastrum och familjen malvaväxter. Inga underarter finns listade i Catalogue of Life.